# هنریک آبراهامیان (سیاستمدار)
هنریک هایریکی آبراهامیان (Հենրիկ Հայրիկի Աբրահամյան؛ زادهٔ ۴ اکتبر ۱۹۳۹ - ۲۷ اکتبر ۱۹۹۹) یک روزنامه‌نگار، لغت‌شناس و سیاستمدار اهل ارمنستان است که از تاریخ تا تاریخ ۲۷ اکتبر ۱۹۹۹ نماینده دوره مجلس ملی جمهوری ارمنستان بود.

## زندگی‌نامه
در ۴ اکتبر ۱۹۳۹ در به دنیا آمد و از دانشگاه دولتی علوم پرورشی خاچاطور آبوویان ارمنستان فارغ‌التحصیل شد. وی همچنین برنده مدال موسس خورناتسی شد. وی در ۲۷ اکتبر ۱۹۹۹ در سن ۶۰ سالگی در جریان تیراندازی در مجلس ملی جمهوری ارمنستان، ایروان کشته شد.

## نگارخانه

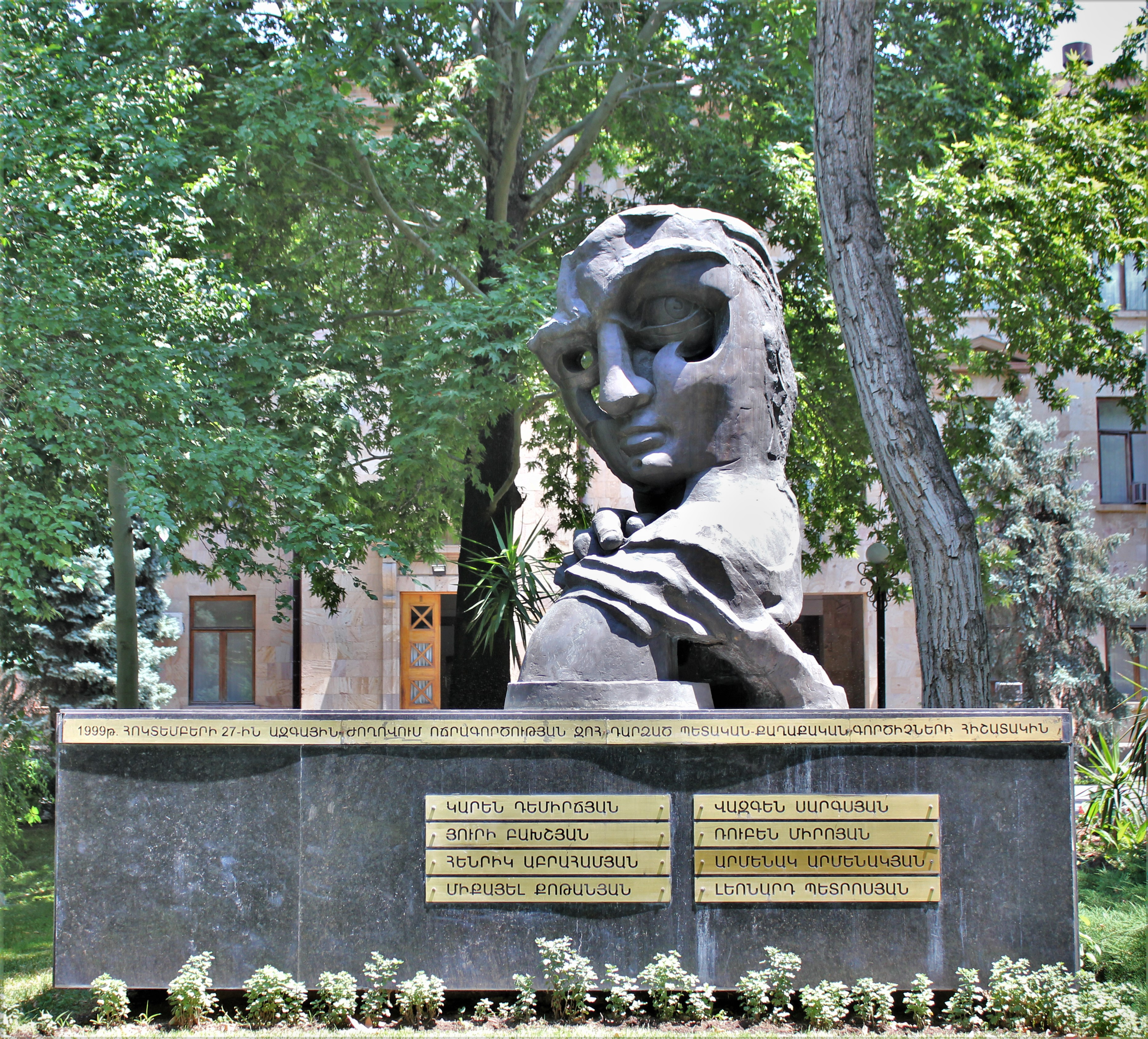
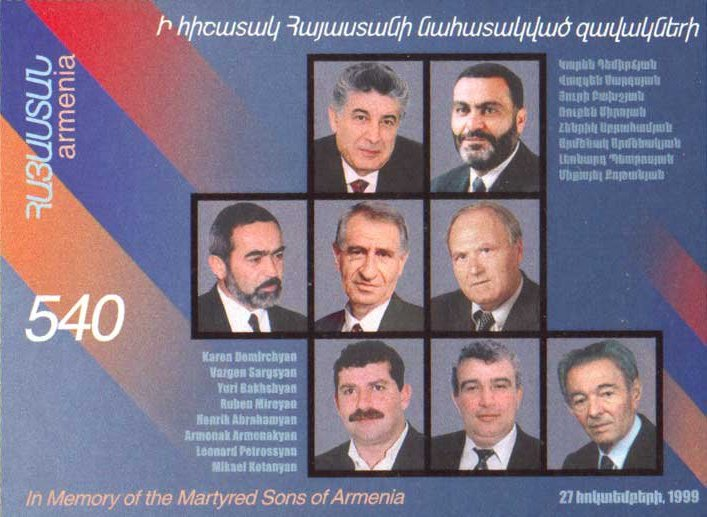
تمبر یادبود قربانیان تیراندازی

## یادداشت
1. ↑  Member of the Foreign Relations Committee. Member of the Political Council of the NPA.